# Johnny 3 Tears
George Arthur Ragan (* 24. června 1981 Los Angeles, Kalifornie), vystupující pod pseudonymem Johnny 3 Tears, je americký rapper, zpěvák žánru rapcore a člen americké rap rockové skupiny Hollywood Undead.
Narodil se v roce 1981 v Los Angeles, ale v současnosti žije v Nashvillu v Tennessee. Mezi jeho dávné známé patří Jorel Decker a Jordon Terrell, s kterými se zná už od školky. S Deckerem založil hudební skupinu 3 Tears, jejíž název, později obsažený v přímo v Raganově uměleckém jménu, odkazuje na starou japonskou legendu o třech mužích, kteří se navzájem stáhli do moře. Třetím zakládajícím členem této skupiny byl Aron Erlichman, přezdívaný Tha Producer. V současné době není žádná z písní skupiny dohledatelná na internetu, ale známá je existence tří skladeb – „Happiness“, „I Love You“ a „151 Whisky“. Po rozpadu kapely se stal členem nové Erlichmanovy a Deckerovy kapely Undead, později Hollywood Undead. Mezi lety 2008-2009 skončil ve vězení, přičemž zůstalo předmětem spekulací, zda šlo o řízení pod vlivem nebo napadení. Erlichman a Ragan se stali nejlepšími přáteli, takže po vzájemné rozepři a odchodu Erlichmana z kapely, byl Raganovi věnován diss-track s názvem „Story of a Snitch“. V této písni také Erlichman zmiňuje singl „The Only Ones“, jedinou píseň, kterou Ragan nazpíval jako host jiné skupiny, Kisses for Kings, a jejíž autorství je přisuzováno právě Erlichmanovi.
S manželkou Asií Bordenovou má dceru Avu, Chloe a nejmladší Madelyn, která se narodila v roce 2021. Podle jeho facebookového profilu studoval na Yaleově univerzitě.
V jeho textech převládá především melancholie nebo vztek a je znám pro své texty věnující se společensky závažnějším tématům. Při pobytu ve vězení si oblíbil knihu Ztracený ráj, která je mu v mnoha písních inspirací. V roce 2022 se nechal pokřtít. V roce 2021 vydal své první sólové album s názvem The Abyss pod jeho alternativním pseudonymem, George Ragan The Dead Son. Album obsahuje 11 skladeb.

## Diskografie

#### Hollywood Undead
- Swan Songs (2008)
- Desperate Measures (2009)
- American Tragedy (2011)
- Notes from the Underground (2013)
- Day of the Dead (2015)
- Five (2017)
- New Empire, Vol. 1 (2020)
- New Empire, Vol. 2 (2020)
- Hotel Kalifornia (2022)

#### Sólové album
- The Abyss (2021)